# 第一代里士满和萨默塞特公爵亨利·菲茨罗伊

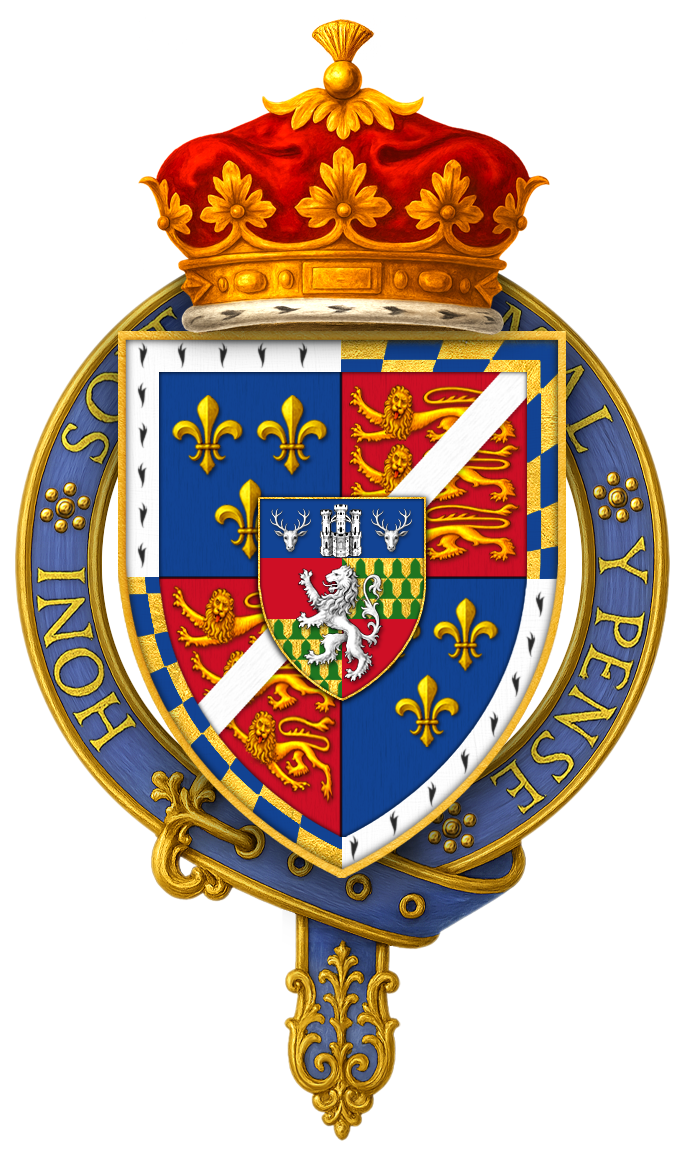
亨利·菲茨罗伊被授予最高级嘉德勋章时的纹章

亨利·菲茨罗伊，第一代里士满和萨默赛特公爵（英語：Henry FitzRoy, 1st Duke of Richmond and Somerset，1519年6月15日—1536年7月23日）是英国国王亨利八世与其情妇伊丽莎白·布伦特之子。他是亨利八世唯一公开承认的私生子。他是三任英格兰君主的同父异母兄弟：玛丽一世，伊丽莎白一世和爱德华六世。其母伊丽莎白·布伦特与其夫第一代凯姆男爵吉尔伯特·泰尔博伊另育有一女伊丽莎白和二子乔治和罗伯特。

## 出生
亨利·菲茨罗伊爵士出生于1519年6月。其母伊丽莎白·布伦特是亨利八世的王后阿拉贡的凯瑟琳的侍女，而其父就是时年27岁的亨利八世本人。布伦特珠胎暗结之时凯瑟琳王后即将临盆，但这个女儿最终于1518年11月夭折。亨利八世在妻子怀孕期间常有寻花问柳的举动。事发之后为了避免丑闻外扬，布伦特被送往埃塞克斯郡布莱克摩尔的圣劳伦斯奥斯定会修道院。
菲茨罗伊生日的官方记录为1519年6月15日，但这一说法不足采信。 作为私生子，他的出生曾被隐瞒，因此其生日很有可能在6月15日以前。史料记载1519年6月19日－6月29日亨利八世的宠臣红衣主教托马斯·沃尔西曾经无故缺席重要会议，推测他彼时就在为菲茨罗伊的出生做相关准备工作。因为种种保密措施，菲茨罗伊的出生没有造成王室的混乱，当时亦没有任何关于亨利八世私生子的对外公告。

## 洗礼仪式
亨利·菲茨罗伊的洗礼仪式完全没有记录，但已知红衣主教托马斯·沃尔西是他的教父之一并且出席了他的洗礼。因此可以推断其洗礼必然在1519年6月29日，即红衣主教重新公开露面之前。 菲茨罗伊其他的教父身份未知，但可以肯定不会是第三代诺福克公爵托马斯·霍华德——尽管后来他与菲茨罗伊亲近，但当时尚未继承诺福克公爵的头衔，只是萨里伯爵。反倒其父第二代诺福克公爵老托马斯·霍华德是一个可能的人选。亨利八世自己也很有可能作了菲茨罗伊的教父。1516年3月国王的外甥亨利·布兰登受洗时国王就作了其教父。 菲茨罗伊的教母也没有记录，但可以推测多半是其母的亲友，因为宫廷中的女侍多半碍于王后的面子不会出席这一仪式。

## 被承认
“菲茨罗伊”(FitzRoy)这个姓氏字面上的意思就是“国王之子”，传统上也常用于国王的私生子女。因此亨利八世赋予布伦特的儿子这个姓就等于承认他就是国王的儿子。 其名亨利显然来源于其父亨利八世。当时国王没有男性继承人并为此大为苦恼，他很有可能因此公开承认了这个私生子。 另一方面，同一年法国国王弗朗索瓦一世的次子亨利出生，同样以亨利八世命名，并且亨利八世也是其教父。考虑到当时英法之间的紧张关系，亨利八世承认亨利·菲茨罗伊多半也有不向弗朗索瓦一世示弱的因素。
亨利八世曾经骄傲地将他的私生子带到宫廷向众人展示。 这件事情有可能发生在王后于1519年8月召开的一次宴会上，抑或是在刚刚完成翻修的埃塞克斯郡纽豪庄园内。

## 养育
从亨利·菲茨罗伊受洗到他1525年6月正式入主布莱德维尔宫之间的这段历史现在尚有很多不明之处。但可以肯定的是作为私生子他与其生父保持了密切的联系。现存的一封王家保育员的信件中证实菲茨罗伊曾经在王家育婴室待过，1530年后更频繁出入宫廷。 按照16世纪的风俗，贵族儿童的监护人和住处经常更换。菲茨罗伊同父异母的手足们：玛丽、伊丽莎白和爱德华都是如此。1519年国王突然更换了时年三岁的玛丽公主的监护人：索尔斯伯里女伯爵玛格丽特·珀尔接替了玛格丽特·布莱恩的职务，而后者曾在一封信中透露过，亨利八世所有的孩子都由自己照看过。因此后世推测亨利八世的这一决定是为了让玛格丽特·布莱恩照看自己的私生子菲茨罗伊。
菲茨罗伊在其幼年时期接受了相当好的教育。1525年，时任菲茨罗伊家教老师的约翰·帕尔格雷夫曾抱怨菲茨罗伊在背诵祈祷文时说的拉丁文有“野蛮的”口音，同时还鄙夷菲茨罗伊之前的拉丁语老师“没文化”。此前帕尔格雷夫曾任玛丽公主的家庭教师，所以菲茨罗伊很有可能享受了和其姊姊一样的师资。 

## 获封头衔
1525年，亨利八世34岁，已经在位16年但仍没有男性继承人；其妻阿拉贡的凯瑟琳已经年过四十，除了当时九岁的玛丽公主再无所出；与此同时亨利八世甚至没有在世的男性父系亲属——简而言之，都铎王朝面临巨大的绝嗣风险。因此，尽管作为私生子，菲茨罗伊身为国王唯一的儿子这一事实也使得他备受君恩。
1525年6月18日一早，亨利·菲茨罗伊乘坐驳船来到了位于伦敦城西侧的布莱德维尔宫。他首先受封诺丁汉伯爵。这是12世纪以来第一次有私生子受封爵位。随后菲茨罗伊第二次进入房间，受封里士满和萨默赛特公爵。他因此成为英国历史上第一个拥有两个公爵头衔的人。菲茨罗伊的封地大半都是玛格丽特·博福特以前的领地，而博福特家族之前曾领有萨默赛特公爵的头衔；里士满公爵的头衔则可以追溯到都铎家族先祖，第一代里士满伯爵艾德蒙·都铎。国王另拨付菲茨罗伊4,845英镑的年金以供日常开支。
受封仪式之后举行了盛大的酒宴和假面舞会。菲茨罗伊的母亲布伦特是否出席没有明确记载，但布伦特的丈夫第一代凯姆男爵吉尔伯特·泰尔博伊确定当时在场。
另一方面，菲茨罗伊盛大的受封仪式令凯瑟琳王后黯然神伤，因为她未能为国王诞下一名王子，同时她也为自己女儿玛丽的前途担忧。时任威尼斯大使在一封私信中写道：“王后似乎非常嫉恨国王的私生子受封伯爵和公爵。同时国王在他人唆使下将王后的三个西班牙侍女驱逐出宫廷，而这三人都是王后的主要智囊。这一强硬举动让她心生不满，但她不得不屈服并保持耐心。”

## 王室职务
同年里奇蒙公爵被委任数个重要的王室职务，包括海军大臣、北部议会议长以及英格兰-苏格兰边境领地守卫。这些职务实质上将整个北英格兰都置于他的治下。 里士满公爵在约克郡的谢里夫哈顿城堡里长大成人。

## 爱尔兰国王
里士满公爵后来被任命为爱尔兰总督。亨利八世甚至一度想要建立一个独立的爱尔兰王国，并冊封里士满公爵作為国王，但国王的重臣们担心如果爱尔兰和英格兰脱离共主的关系，它将会成为英格兰的另一个地缘政治上的对手，就像苏格兰一样。里士满公爵死后，爱尔兰议会通过了1542爱尔兰王权法令，正式将爱尔兰和英格兰结合为共主邦联。亨利八世成为这两邦的第一任共主。

## 婚姻
亨利八世竭力使自己和阿拉贡的凯瑟琳之间的婚姻无效的时候，有人建议菲茨罗伊娶同父異母的姊妹玛丽公主为妻。这样一来菲茨罗伊就可以名正言顺地继承王位，亨利八世也就不需再以「娶兄弟之妻，无男嗣」的理由宣布婚姻无效了。时任教皇的克莱孟七世既不想宣布亨利八世的婚姻无效，得罪凯瑟琳出身的西班牙王室；也不愿意得罪英國，于是对这一建议非常支持。教皇甚至为菲茨罗伊和玛丽的婚姻提前准备好了特别豁免状。
然而，1533年11月28日公爵选择娶诺福克公爵之女玛丽·霍华德为妻。 他与妻舅，萨里伯爵亨利·霍华德关系良好。美中不足的是公爵与妻子从未洞房。

## 去世
1536年7月里士满公爵的平步青云戛然而止。他染上了“消耗症”（通常指肺结核，但也有可能是其他肺部疾病），1536年7月23日在圣詹姆士宫去世。
诺福克公爵下令将里士满公爵的遗体用铅包裹后放在封闭的马车中秘密下葬。然而里士满的仆人们抗拒了这一命令，反而将主人的尸身放在装满稻草的车里运输。里士满公爵的墓地位于萨福克郡的弗瑞林姆教堂。